# DNA alfa-glucosiltransferasi
La DNA alfa-glucosiltransferasi è un enzima appartenente alla classe delle transferasi, che catalizza la seguente reazione:
Trasferisce un residuo α-D-glucosile da un UDP-glucosio ad un residuo di idrossimetilcitosina del DNA,